# León Krauze
León Rodrigo Krauze Turrent (Ciudad de México, 4 de enero de 1975), conocido como León Krauze, es un periodista, conductor y escritor mexicano.

## Biografía
Es hijo de Enrique Krauze y de Isabel Turrent. Fue conductor de la Segunda Emisión de W Radio y miembro de la redacción de la revista cultural Letras Libres.[cita requerida]

## Trayectoria
Comenzó su carrera en el periodismo deportivo, ramo en el que produjo 3 libros de historia del fútbol mexicano, además de escribir y producir cerca de cien documentales sobre historia deportiva para el programa Hazaña, el deporte vive, de Televisa. Como periodista deportivo fue cronista oficial de la selección mexicana en el mundial de fútbol de Alemania 2006.[cita requerida]
A partir de 1998, comenzó a dedicarse al análisis de política internacional, especializándose en política estadounidense y migración.[cita requerida]
Es columnista en el periódico mexicano El Universal, además del Washington Post y la revista electrónica Slate.[cita requerida]
Ha escrito también en Animal Político, El País América y escribe con frecuencia en la revista Letras Libres.[cita requerida]
Krauze ha publicado en The New Yorker, The Atavist, The Washington Post y Los Angeles Times. Lo ha hecho también en Newsweek, The New Republic, Foreign Policy y diversas otras publicaciones.[cita requerida]
Como conductor de Hora 21, el noticiero estelar del canal FOROtv, tuvo la responsabilidad de abrir las transmisiones en febrero del 2010.[cita requerida]
Desde 1996, ha cubierto las elecciones presidenciales estadounidenses para diversos medios de habla hispana.[cita requerida]
Su obra, El vuelo de Eluán, fue seleccionada para participar en el concurso "Cartas al Autor", organizado por la Feria Internacional del Libro de Guadalajara. Krauze recibió más de 1500 cartas, superando cualquier registro anterior.[cita requerida]
Dirige el noticiero local de mayor índice de audiencia en Estados Unidos, en la estación KMEX de Univision en Los Ángeles.[cita requerida]
En febrero del 2013, Univision anunció que Krauze ocuparía uno de los espacios estelares de Fusión, canal en inglés de Univision y ABC.[cita requerida]
En julio del 2013, Krauze entrevistó al presidente de Estados Unidos, Barack Obama. Krauze preguntó sobre la captura de Miguel Treviño Morales, líder de los Zetas. Obama respondió elogiando la detención y asegurando que era evidencia de la "seriedad" del gobierno de Enrique Peña Nieto en la lucha contra la droga.[cita requerida]
Krauze ha ganado ocho Premios Emmy, incluidos dos por sus reportaje sobre madres deportadas y el costo de la seguridad fronteriza en Estados Unidos.
El noticiero que conduce ha sido galardonado en varias ocasiones, incluido el premio Edward R. Murrow.[cita requerida]
Entre el 2016 y el 2018, ocupó la prestigiada silla Wallis Annenberg de Periodismo en la Universidad del Sur de California, donde imparte clases de periodismo de comunidad, enfocado en la comunidad hispana en Estados Unidos.
Moderó el segundo debate presidencial mexicano en las elecciones presidenciales del 2018.
Es anfitrión de cuatro pódcast semanales, incluido El Gabfest en español primer podcast en español producido por Slate y Univision Noticias.[cita requerida]

## Obra
- El vuelo de Eluán, Fondo de Cultura Económica, México, 2005.
- La casa dividida, Planeta, México, 2005.
- Historias perdidas, Aguilar, México, 2011.
- Historias perdidas 2, Aguilar, México, 2012.
- La mesa: historias de nuestra gente, Random House, Estados Unidos, 2015.

## Premios Emmy
| Año  | Categoría        | Trabajo             | Resultado |
| ---- | ---------------- | ------------------- | --------- |
| 2013 | Mejor noticiario | 11pm                | Ganador   |
| 2013 | Mejor reportaje  | Madres deportadas   | Ganador   |
| 2015 | Mejor reportaje  | Frontera millonaria | Ganador   |